# 張化良
張化良（英語：Lawrence Zhang Hua-liang；1914年—1989年4月；聖名：老楞佐），是天主教中國籍神父，中國天主教愛國會自選自聖奉天總教區主教（1988年-1989年）。

## 生平
張化良出生於1914年中華民國。1942年，張化良28歲時晉鐸。1988年，由中國政府控制的組織中國天主教愛國會推行下，奉天總教區未獲教宗准許，選出張化良為奉天總教區主教候選人。
同年10月16日，張化良在北京由山東濟南總教區主教宗懷德主禮，吉林教區非法主教李雪松和河北永平教區主教劉景和襄禮自選自聖晉牧。事後，因張化良在未獲得時任教宗若望保祿二世准許，自選自聖違反《天主教法典》被絕罰。
1989年4月，張化良在中國逝世，享年75歲。